# Alessandro Biagi
Alessandro Biagi (Florència, 20 de gener de 1819 - id. 28 de febrer de 1884) fou un pianista i compositor toscà. Entre les seves obres de caràcter religiós hi figuren un Padre nostro i Cantico di Zaccaria, i entre les òperes:
- Gonzalvo di Cordova, Beniamino il Sarto, Una congiura, I Petroni e i Gemianiani.